# Бардстаун (Кентуккі)
Бардстаун (англ. Bardstown) — місто (англ. city) в США, в окрузі Нелсон штату Кентуккі. Населення — 13 567 осіб (2020).

## Географія
Бардстаун розташований за координатами 37°49′11″ пн. ш. 85°27′5″ зх. д. / 37.81972° пн. ш. 85.45139° зх. д. (37.819782, -85.451300).  За даними Бюро перепису населення США в 2010 році місто мало площу 27,33 км², з яких 27,16 км² — суходіл та 0,16 км² — водойми. В 2017 році площа становила 31,43 км², з яких 31,22 км² — суходіл та 0,22 км² — водойми.

## Демографія
Згідно з переписом 2010 року, у місті мешкало 11 700 осіб у 4712 домогосподарствах у складі 2949 родин. Густота населення становила 428 осіб/км².  Було 5113 помешкання (187/км²).
Расовий склад населення:
| - 82,3 % — білих - 12,4 % — чорних або афроамериканців - 0,8 % — азіатів - 0,2 % — корінних американців - 1,6 % — осіб інших рас |

До двох чи більше рас належало 2,8 %. Частка іспаномовних становила 3,7 % від усіх жителів.
За віковим діапазоном населення розподілялося таким чином: 27,7 % — особи молодші 18 років, 60,1 % — особи у віці 18—64 років, 12,2 % — особи у віці 65 років та старші. Медіана віку мешканця становила 34,0 року. На 100 осіб жіночої статі у місті припадало 88,3 чоловіків;  на 100 жінок у віці від 18 років та старших — 83,3 чоловіків також старших 18 років.
Середній дохід на одне домашнє господарство  становив 59 136 доларів США (медіана — 35 825), а середній дохід на одну сім'ю — 61 118 доларів (медіана — 39 663). Медіана доходів становила 36 645 доларів для чоловіків та 28 731 долар для жінок. За межею бідності перебувало 24,4 % осіб, у тому числі 33,6 % дітей у віці до 18 років та 8,9 % осіб у віці 65 років та старших.
Цивільне працевлаштоване населення становило 4957 осіб. Основні галузі зайнятості: виробництво — 19,1 %, освіта, охорона здоров'я та соціальна допомога — 19,0 %, роздрібна торгівля — 15,6 %.